# Nasum
I Nasum sono stati un gruppo musicale grindcore svedese formato nel 1992 ad Örebro da Anders Jakobson e Rickard Alriksson. La band si è sciolta a seguito della morte del cantante Mieszko Talarczyk nel Maremoto dell'oceano Indiano del 2004.

## Storia del gruppo
I Nasum vengono fondati nella seconda metà del 1992 dal chitarrista Anders Jakobson e dal batterista e cantante Rickard Alriksson come progetto parallelo della band goregrind Necrony. L'idea dei due musicisti è quella di creare del classico grindcore sullo stile dei Napalm Death, diretto ed impegnato politicamente. Due settimane prima delle loro prime registrazioni si aggiunse Mieszko Talarczyk come chitarrista. Le canzoni che registrarono furono pubblicate sullo split 7" con gli Agathocles. Presto registrarono un nuovo split con altre tre band, i Retaliation, i Clotted Symmetric Sexual Organ e i Vivisection. In seguito pubblicarono gli EP Industrislaven e World in Turmoil, e immediatamente dopo firmarono un contratto con la Relapse Records nel 1997. Nel 1998 pubblicarono il loro primo album in studio, Inhale/Exhale, con solo due componenti. Alriksson infatti aveva lasciato la band e le parti di batteria vennero registrate da Jakobson. Questo disco mostrava chiaramente delle influenze crust punk. Successivamente si aggregò un terzo membro alla band, Jesper Liveröd, così da avere sia un bassista sia un chitarrista.
Nel 2000 pubblicarono il loro secondo album, Human 2.0 (Human 2.01 in Giappone). Questo disco mostrava una maturazione ed una svolta verso un grindcore più classico, con più tecnicismi ed un numero maggiore di parti pulite. Sulla stessa linea uscirono anche Helvete (che significa "inferno" in svedese) e Shift.
Il cantante, Mieszko Talarczyk, risultò scomparso in Thailandia dopo lo tsunami del 26 dicembre 2004. Il 17 febbraio 2005 venne confermato il ritrovamento e l'identificazione del suo corpo. In seguito la band decise di sciogliersi.
Il 17 dicembre 2005 sono state registrate 6 tracce demo dagli ex membri della band, che continueranno con un progetto ancora senza nome. Le sei tracce sono scaricabili da sito ufficiale.
Nel gennaio del 2006 è uscito un doppio disco chiamato Grind Finale che contiene brani inediti, live e remix di alcuni loro pezzi. Il disco è stato dedicato a Mieszko Talarczyk.

## Formazione

### Ultima formazione
- Mieszko Talarczyk - chitarra e voce
- Anders Jakobson - batteria
- Jon Lindqvist - basso e voce addizionale
- Urban Skytt - chitarra

### Ex componenti
- Rickard Alriksson - batteria e voce (1992-1995)
- Jesper Liveröd - basso e voce addizionale (1999-2003)

## Discografia

### Album in studio
- 1998 - Inhale/Exhale
- 2000 - Human 2.0
- 2003 - Helvete
- 2004 - Shift

### Album dal vivo
- 2008 - Doombringer

### Raccolte
- 2006 - Grind Finale

### EP
- 1995 - Industrislaven
- 1997 - World In Turmoil

### Split
- 1993 - Blind World / Who Shares the Guilt? (split con gli Agathocles)
- 1994 - Grindwork (split con Vivisection, Clotted Symmetric Sexual Organ e Retaliation)
- 1996 - Smile When You're Dead / Fuego Yazufre! (split con gli Psycho)
- 1998 - The Black Illusions / Religion Is War (split con gli Abstain)
- 1999 - The Nasum / Warhate Campaign (split con i Warhate)
- 2000 - Nasum / Asterisk (split con gli Asterisk)
- 2002 - Skitsystem / Nasum (split con gli Skitsystem)
- 2009 - Live in Japan - Grind Kaijyu Attack! (split con i Napalm Death)

### Demo
- 1994 - Domedagen